# Bochumer Krippenmuseum
Das Bochumer Krippenmuseum ist ein Museum für Weihnachtskrippen im Bochumer Stadtteil Dahlhausen. Träger des Krippenmuseums sind Manfred und Rosemarie Lipienski und der Bochumer Krippenverein. Das Museum verfügt über 240 verschiedene Krippendarstellungen aus über 55 Ländern. Es ist auf Anmeldung hin besuchbar.